# Arthur J. Dommen
Arthur J. Dommen (* 1934 in Mexiko-Stadt; † 15. Dezember 2005 in Washington, D.C.) war ein US-amerikanischer Journalist und Agrarökonom mexikanischer Herkunft. Bekannt wurde er vor allem als Autor von Werken über Indochina und den Vietnamkrieg.

## Leben
Dommen wurde 1934 in Mexiko geboren, wanderte 1940 in die Vereinigten Staaten aus und wurde dort 1958 eingebürgert. Nach Abschluss der Cornell University diente er zwei Jahre in der US Army. Anschließend arbeitete Dommen für die Nachrichtenagentur United Press International als Bürochef in Saigon und Hongkong, bevor er 1965 zur Los Angeles Times wechselte, für die er in Tokio und Neu-Delhi tätig war. Von 1968 bis 1971 widmete er sich als Kriegsberichterstatter dem Vietnamkrieg.
Kurz darauf beendete Dommen seine journalistische Karriere, um an der University of Maryland die Doktorwürde in Agrarökonomie zu erwerben. Er arbeitete in der Folgezeit für das US-Landwirtschaftsministerium, wo er hauptsächlich die Landwirtschaft in Entwicklungsländern behandelte.
1996 ging Arthur Dommen in den Ruhestand, den er zur Erstellung des Werkes The Indochinese Experience of the French and the Americans: Nationalism and Communism in Cambodia, Laos and Vietnam nutzte. Ende 2005 starb er  mit 71 im Sibley Memorial Hospital in Washington an Krebs. 
Mit seiner Frau Loan war Dommen 28 Jahre lang verheiratet; er hinterlässt 2 Stiefsöhne.

## Werke
- 1964: Conflict in Laos: The Politics of Neutralization (1971 überarbeitete Neuauflage)
- 1977: Iberian antecedents of the classical hacienda of Latin America
- 1985: Laos: Keystone of Indochina
- 1988: Innovation in African agriculture
- 1994: Land tenure and agricultural production in sub-Saharan Africa : a market-oriented approach to analyzing their interactions
- 2001: The Indochinese Experience of the French and the Americans: Nationalism and Communism in Cambodia, Laos and Vietnam